# Archaeoceti
Archaeoceti ("Forntida valar") är en taxonomisk grupp som idag ofta definieras som en underordning till ordningen valar (Cetacea) och som inkluderar primitiva valar och de landlevande däggdjur som tros vara deras förfäder. Hela gruppen är idag utdöd.

## Taxonomi och evolution
Tidigare trodde många forskare att valarna utvecklades ur en grupp med köttätande hovdjur, Mesonychierna, som påminde om dagens hunddjur och vargar. Senare fossila fynd och molekylärbiologiska studier har dock indikerat att valar är närmare släkt med de partåiga hovdjuren (Artiodactyla), vilket resulterar i att Mesonychier och valar betraktas som mer avlägset besläktade.
De äldsta fossil som tros vara från Archaeoceti är landlevande djur som beräknas vara cirka 55-45 miljoner år gamla. Dessa inkluderar Pakicetus och Nalacetus, som tros ha liknat hunddjur till formen. Därefter tror forskarna att Archaeoceti under årmiljonerna anpassade sig alltmer till ett liv i vatten. Sådana djur inkluderar Ambulocetus, Maicateus, Rodhocetus och Remingtonocetus. De äldsta fynden av marina valar tros vara 47-45 miljoner år gamla varav Protocetus, Zygorhiza, Cynthiacetus och Zeuglodon är några av dessa.

## Släkten
Överordning Laurasiatheria
- taxonomisk obestämd grupp Cetartiodactyla
  - Ordningen valar (Cetacea) 
    - Underordningen Archaeoceti
      - Familj Pakicetidae
        - Pakicetus
        - Nalacetus
        - Ichthyolestes

      - Familj Ambulocetidae
        - Ambulocetus
        - Gandakasia
        - Himalayacetus

      - Familj Remingtonocetidae
        - Andrewsiphius
        - Attockicetus
        - Dalanistes
        - Kutchicetus
        - Remingtonocetus

      - Familj Protocetidae
        - Artiocetus
        - Rodhocetus

      - Underfamilj Indocetinae
        - Georgiacetus

      - Underfamilj Protocetinae
        - Maiacetus
        - Protocetus

      - Familj Basilosauridae
        - Underfamilj Basilosaurinae
          - Basilosaurus

        - Underfamilj Dorudontinae
          - Zygorhiza
          - Dorudon

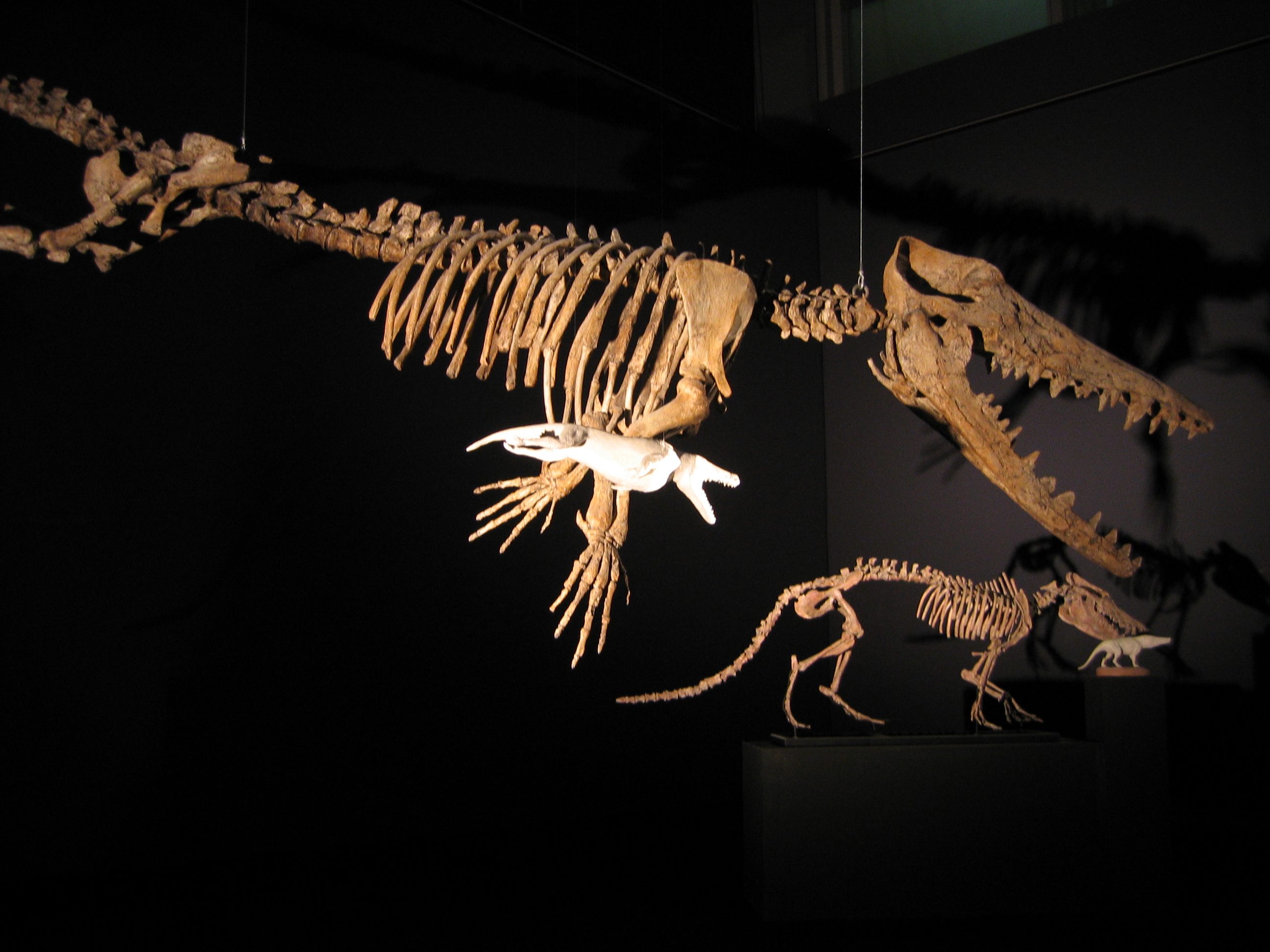
Skelett av Ambulocetus
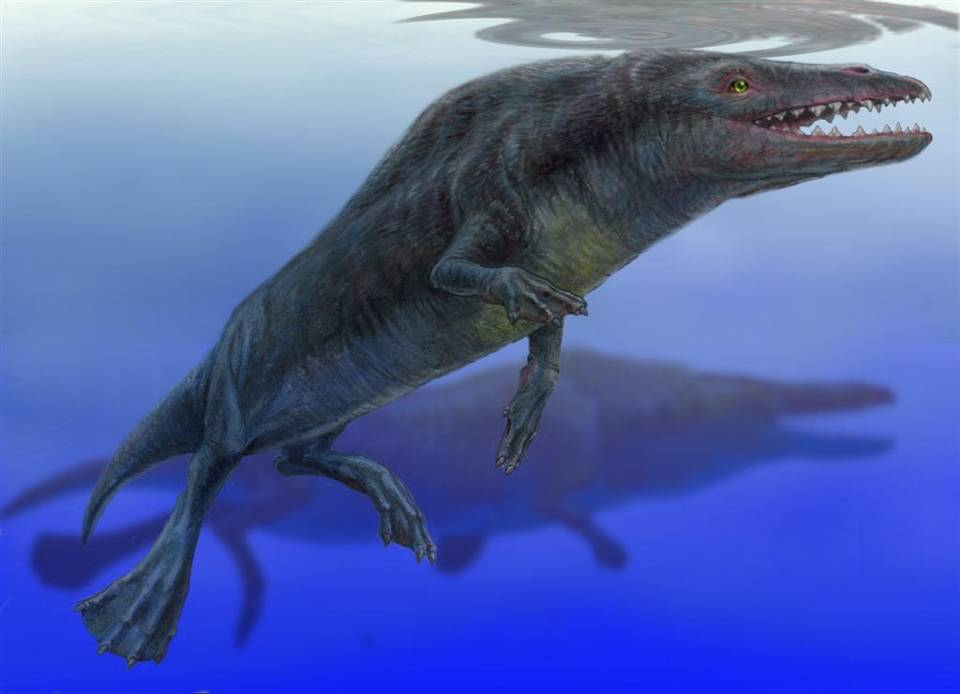
Illustration av simmande Rodhocetus
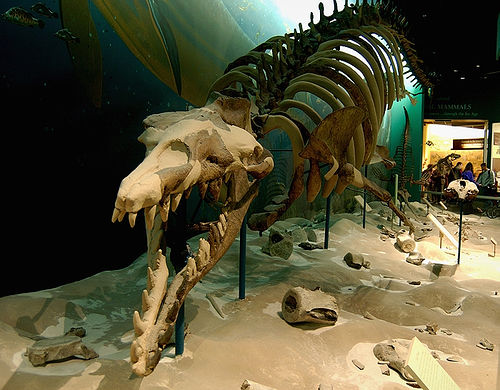
Skelett av Basilosaurus på  National Museum of Natural History i Washington.
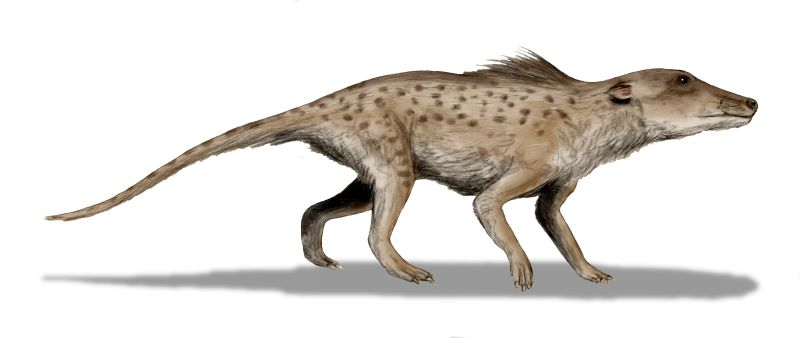
Pakicetus.